# Хелзинкски университет (метростанция)
Mетростанция Хелзинкски университет(на фински: Helsingin yliopisto; на шведски: Helsingfors universitet) е станция от Хелзинкското метро. Тя обслужва централните Хелзинкски кварта Кайсаниеми. Това е единствената станция, в която името и се произнася само на един език, защото и на двата официални езика се произнася по сходен начин. Никой обаче не знае кой език е използван за изговарянето и. Когато станцията е открита, наименованието и се произнася и на двата езика, но това било ненужно повторение и водило до забавяне. Оттогава името се произнася само веднъж.
Метростанция Кайсаниеми е отворена на 1 март 1995. Проекирана е от архитектутно бюро- Kalpi – Valjento Oy. Разположена е на 0.6 километра от метростанция Раутатиентори и на 0.9 километра от метростанция Хаканиеми.
Станцията е разположена на 27 метра под земята, на 22 метра под морското равнище. Станцията е оборудвана с панорамен асансьор.

## Транспорт
На метростанцията може да се направи връзка с:
- трамваи с номера: 3B, 6, 9
- автобуси с номера:...

|  | Тази страница частично или изцяло представлява превод на страницата Kaisaniemi metro station в Уикипедия на английски. Оригиналният текст, както и този превод, са защитени от Лиценза „Криейтив Комънс – Признание – Споделяне на споделеното“, а за съдържание, създадено преди юни 2009 година – от Лиценза за свободна документация на ГНУ. Прегледайте историята на редакциите на оригиналната страница, както и на преводната страница, за да видите списъка на съавторите. ВАЖНО: Този шаблон се отнася единствено до авторските права върху съдържанието на статията. Добавянето му не отменя изискването да се посочват конкретни източници на твърденията, които да бъдат благонадеждни. |